# Enjambement
Ein Enjambement (Aussprache [ãʒãb(ə)'mãː]; von französisch enjamber ‚überschreiten‘, ‚überspringen‘), Zeilensprung oder Verssprung tritt in einer Folge von Versen dann auf, wenn eine Satz- oder Sinneinheit über das Ende eines Verses hinaus auf den folgenden Vers übergreift.
Man kann Enjambements danach unterscheiden, ob die Versgrenze mit der Grenze einer syntaktischen Einheit (Syntagma) zusammenfällt oder ob das Enjambement alle syntaktischen Einheiten trennt. Zum Beispiel bei Goethes Versen
Der mißversteht die Himmlischen, der sie

Blutgierig wähnt
ist „blutgierig wähnt“ ein Syntagma, es handelt sich daher um ein glattes Enjambement. Dagegen  bei Celans
Osterqualm, flutend, mit 

der buchstabenähnlichen

Kielspur inmitten
liegt ein hartes Enjambement vor, da hier alle syntaktischen Gruppierungen zertrennt werden.
Ein Enjambement, das sogar Wörter zertrennt, wird morphologisches Enjambement genannt. Ist das getrennte Wort ein Reimwort, so spricht man von gebrochenem Reim. Das Fortführen eines Satzes über die Strophengrenze hinweg wird als Strophenenjambement oder Strophensprung bezeichnet. 
Der nach der Versgrenze folgende Teil des Syntagmas wird rejet (rə.ʒɛ) genannt (im Goetheschen Beispiel „blutgierig wähnt“), der Teil vor der Versgrenze contre-rejet (im Beispiel „der sie“).
Eine Folge von Enjambements, bei der die Verse durch die übergreifenden Satzbögen gleichsam verhakt erscheinen, wird auch als Hakenstil bezeichnet, wobei der Begriff im engeren Sinn sich auf die germanische Langzeile bezieht. Als modernes Beispiel einer solchen Häufung von Enjambements die folgenden Verse von Rilke:
Wie soll ich meine Seele halten, daß ↲

↳ sie nicht an deine rührt? Wie soll ich sie ↲

↳ hinheben über dich zu andern Dingen?

Ach gerne möcht ich sie bei irgendwas ↲

↳ Verlorenem im Dunkel unterbringen

an einer fremden stillen Stelle, die ↲

↳ nicht weiterschwingt, wenn deine Tiefen schwingen.
Der Zeilensprung wird dabei durch die Zeichen ↲ und ↳ markiert, die betreffende syntaktische Einheit wird kursiv hervorgehoben.
Das Enjambement dient als lyrisches Stilmittel:
Mit dem Satz wird auch der Sinnzusammenhang über die Versgrenze weitergeführt; die Monotonie des Versmaßes, die sonst im Zeilenstil Satz und Vers vereint, wird durchbrochen. Der Tonfall wird durch die Verbindung der Zeilen über die Grenze des Verses hinweg runder, gleitender und flüssiger und kann sich der Prosa so annähern. Da das Versende im Vortrag meist durch eine kurze Pause wiedergegeben wird, kann durch das Enjambement auch ein Zögern wiedergegeben werden oder es kann Betonungen einzelner Wörter erzeugen.
Das Enjambement erscheint bereits in der Antike bei griechischen, vor allem alexandrinischen, und bei römischen Dichtern, regelmäßig dann in der germanischen Dichtung als syntaktische Verklammerung von Abvers und Anvers der folgenden Langzeile (Beowulf, Heliand, Hildebrandslied), dann im Mittelhochdeutschen etwa bei Walther von der Vogelweide („sæhe ich die megede an der strâze den bal / werfen, sô kæme uns der vogele schal.“). 
Im französischen Alexandriner galt das Enjambement als unzulässig (François de Malherbe, Nicolas Boileau) und erschien dort erst wieder in der Romantik (André Chénier), häufig dagegen bei Pierre de Ronsard.
Auch im elisabethanischen Drama und bei Milton wird das Enjambement oft verwendet, so in folgendem Beispiel, wo Shakespeare durch eine Folge von Enjambements den Eindruck sich an Prosa annähernder Rede erzeugt, die tastend nach Worten sucht:
I am not prone to weeping, as our sex ↲

↳ Commonly are; the want of which vain dew ↲

↳ Perchance shall dry your pities; but I have ↲

↳ That honourable grief lodg'd here, which burns ↲

↳ Worse than tears drown […]
Das folgende Sonett von Andreas Gryphius weist in den ersten beiden Strophen mehrere Zeilensprünge auf, die für den Eindruck von Ermattung und Müdigkeit verstärkend wirken:
Mir ist ich weis nicht wie/ ich seufftze für vndt für.

Ich weine tag vndt nacht/ ich sitz in tausend schmertzen;

Vndt tausendt fürcht ich noch/ die krafft in meinem hertzen ↲

↳ Verschwindt/ der geist verschmacht/ die hände sincken mir.

Die wangen werden bleich/ der schönen augen zier ↲

↳ Vergeht/ gleich als der Schnee der schon verbrandten kertzen

Die Seele wird besturmbt gleich wie die see im mertzen.

Was ist dis leben doch! was sindt wir/ ich vnd ihr?
In der deutschen Klassik erscheint das Enjambement vielfach bei Lessing (Nathan der Weise), Klopstock, Goethe, Schiller (Don Carlos), Hölderlin und in den Oden von Nikolaus Lenau.
In moderner Dichtung beginnend mit den französischen Symbolisten, dann bei T. S. Eliot, Rilke und Celan wird das Enjambement so häufig, dass es in der Gegenwart eigentlich schon den Regelfall bildet und die Wahrung der Einheit von Vers und Syntagma als etwas Besonderes vermerkt werden kann.
Durch Verschiebung der natürlichen Betonung kann durch Enjambement auch ein komischer Effekt erzielt werden. Vor allem der gebrochene Reim ist in der komischen Dichtung beliebt.
In den beiden Versen aus Wilhelm Buschs Max und Moritz wird das Wort Maikäfer durch ein morphologisches Enjambement geteilt:
Jeder weiß, was so ein Mai- ↲

↳ käfer für ein Vogel sei.
In der letzten Strophe von Die Entwicklung der Menschheit von Erich Kästner arbeitet das Enjambement ebenfalls im Dienst der Reimkomik, da hier durch den Zeilensprung die normalerweise eher unbetonte Konjunktion „und“ in die betonte Reimposition kommt:
So haben sie mit dem Kopf und dem Mund

Den Fortschritt der Menschheit geschaffen.

Doch davon mal abgesehen und ↲

↳ bei Lichte betrachtet sind sie im Grund

noch immer die alten Affen.